# 東京都道・埼玉県道106号東京鳩ヶ谷線

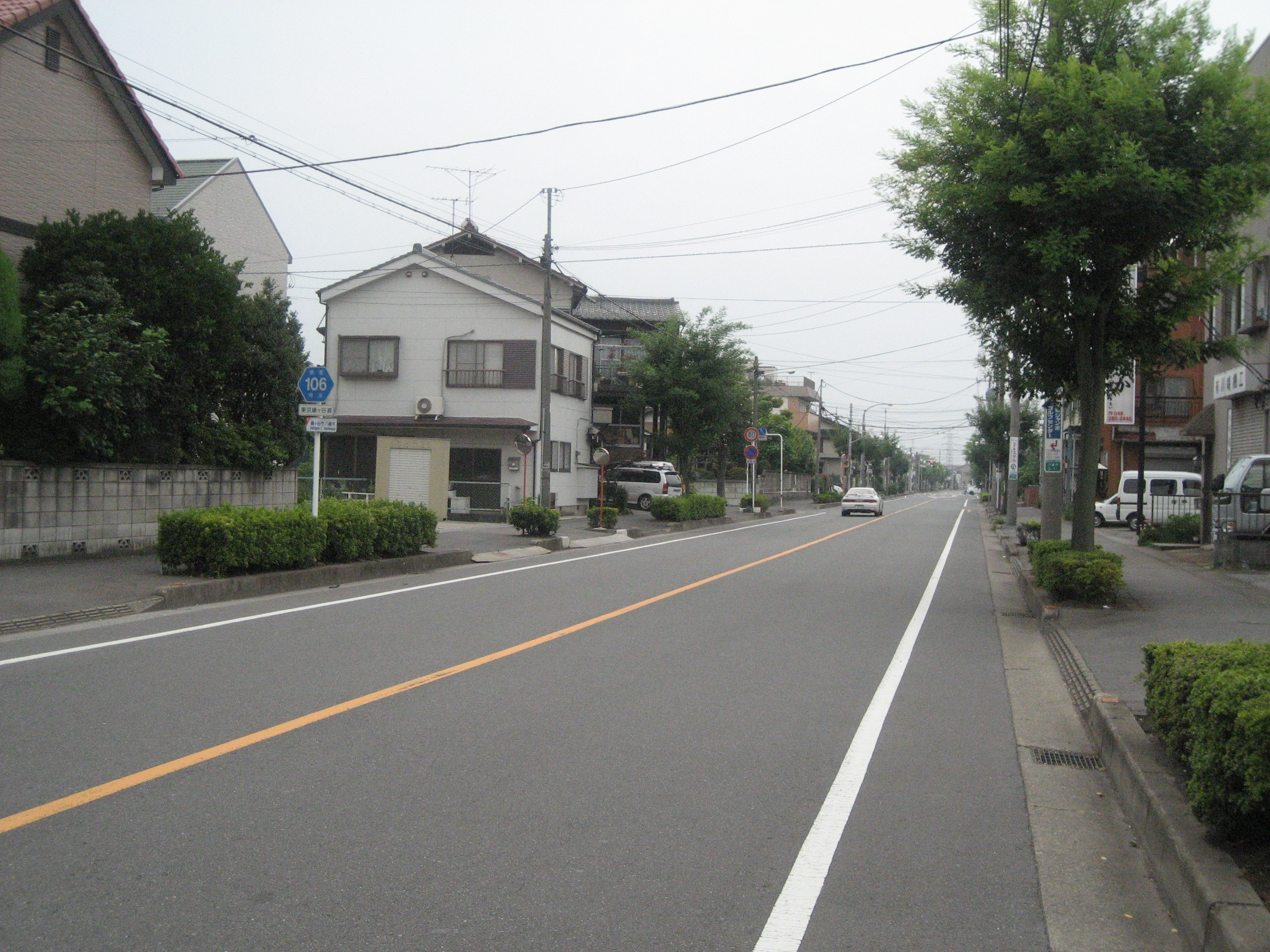
埼玉県鳩ヶ谷市(現川口市)内

東京都道・埼玉県道106号東京鳩ヶ谷線（とうきょうとどう・さいたまけんどう106ごう とうきょうはとがやせん）は、東京都足立区と埼玉県川口市を結ぶ一般都県道である。通称は鳩ヶ谷街道、変電所通り。足立区江北二丁目から椿一丁目交差点までは南行き一方通行となっている。

## 路線データ
- 起点：東京都足立区江北二丁目（東京都道501号王子金町市川線交点）
- 終点：埼玉県川口市南鳩ヶ谷（国道122号交点、鳩ヶ谷変電所前交差点）[1]
- 路線延長
  - 東京都区間：4,854m（実延長）[1]
  - 埼玉県区間：2,001m（実延長）[2]

## 沿革
- 1960年（昭和35年）9月1日 - 埼玉県道の路線認定[3]
- 1961年（昭和36年）3月15日 - 東京都道の路線認定[4]

## 通過する自治体
- 東京都
  - 足立区
- 埼玉県
  - 川口市

## 接続する主な道路
- 東京都道501号王子金町市川線（東京都足立区江北二丁目）
- 東京都道107号東京川口線（東京都足立区江北二丁目）
- 東京都道318号環状七号線（東京都足立区 椿一丁目交差点）
- 東京都道239号足立川口線（東京都足立区入谷）
- 東京都道104号川口草加線（東京都足立区 足立入谷町北交差点）
- 首都高速川口線 ※足立入谷出入口で接続
- 国道122号・埼玉県道105号さいたま鳩ヶ谷線（埼玉県川口市 鳩ヶ谷変電所前交差点）

## 重複区間
- 東京都道239号足立川口線（東京都足立区 入谷七丁目北交差点 - 入谷四丁目交差点）

## 沿道施設等
東京都
足立区
- 足立区立江北小学校
- 足立区役所江北出張所
- 西新井消防署上沼田出張所
- 足立区立皿沼小学校
- 足立流通センター
- 足立椿郵便局
- 足立鹿浜八郵便局

埼玉県
川口市
- 川口市立八幡木中学校
- 川口市立三ツ和保育所
- 東京電力パワーグリッド鳩ヶ谷変電所